# 侯家坪站
侯家坪站位于四川省资阳市雁江区松涛镇侯家坪社区，有成渝铁路通过，由成都铁路局成都车务段管辖。车站启用于1958年12月，目前为现为四等中间站，现已不办理客运业务，仅办理货运业务及列车会让。

## 设施
车站为东北—西南走向，设到发线5条（包含正线1条），另有货物线1条，站房设于线右，有站台1座，车站上行咽喉处引出有资阳石油钢管有限公司专用铁路。车站上下行区间均为单线，上下行区间及站内均已电气化。